# Béládi Miklós
Béládi Miklós (Békés, 1928. március 23. – Budapest, 1983. október 29.) magyar irodalomtörténész, kritikus, egyetemi tanár, az MTA aspiránsa.

## Életpályája
Középiskolai tanulmányait szülővárosában végezte, ahol 1946-ban érettségizett. Egyetemi tanulmányait Debrecenben végezte magyar-történelem-francia szakon. 1951-1952 között Hajdúböszörményben volt tanár. Ezután az ELTE-n végzett kutatómunkákat. 1955-től tagja volt a Tudományos Ismeretterjesztő Társulatnak, 1968-tól a Magyar Írók Szövetségének. 1956-1957 között, valamint 1960-1983 között a Magyar Tudományos Akadémia Irodalomtörténeti Intézetében dolgozott. 1957-1960 között a Magvető Könyvkiadó irodalmi vezetője volt. 1963-1972 között belső munkatársként dolgozott a Kritika folyóiratnál. 1971 és 1974 között Csatári Dániellel együtt ő irányította A szomszédos népek magyarságával való kulturális kapcsolatok komplex vizsgálata című középtávú kutatási témát. 1977-től a Nemzetközi Magyar Filológiai Társaság főtitkár-helyettese volt. 1979-től a Hungarológiai Értesítő felelős szerkesztője, 1982-től főszerkesztője volt. 1981-1983 közt a Literatura felelős szerkesztője.

## Munkássága
Kutatási területe a 20. századi magyar irodalom. A népi írók mozgalmának, Németh László és Illyés Gyula munkásságának több tanulmányt szentelt. Szorgalmazta az avantgárd eredményinek ismertetését is. Esztétikai ítéleteiben értékőrző konzervativizmus vezette, ez azonban nem akadályozta meg abban, hogy a formabontó irodalmi jelenségekben is meglássa az értéket. A határon túli magyar kulturális élet tudományos feldolgozásának, a kapcsolatok kiépítésének egyik úttörője volt. Jelentős szerepe volt a nyugaton élő magyar írók munkásságának felkutatásában, ismertetésében.

## Művei
- Béládi Miklós–Czine Mihály–Pálmai Kálmán: A mai magyar líráról. Arcképvázlatok élő magyar költőkről. Az 1965. évi Költészet Napjára; Tudományos Ismeretterjesztő Társulat, Bp., 1965
- Érintkezési pontok; Szépirodalmi, Bp., 1974
- A magyar irodalom története 1945-1975. Irodalmi élet és irodalomkritika; szerk. Béládi Miklós; Akadémiai, Bp., 1981
- Vándorének. Nyugat-európai és tengerentúli magyar költők; vál., szerk., utószó, jegyz. Béládi Miklós; Szépirodalmi, Bp., 1981
- Történelmi jelen idő. Beszélgetések a magyar irodalom legújabb fejezeteiről; szerk. és bev. Béládi Miklós, rádiós szerk. Kulcsár Katalin; RTV-Minerva–Közgazdasági és Jogi, Bp., 1981
- A magyar irodalom története, 1945-1975. I. Irodalmi élet és irodalomkritika; szerk. Béládi Miklós; Akadémiai, Bp., 1981
- Az értelem-alapító.Négy írás Németh Lászlóról; Új Aurora, Békéscsaba, 1982 (Új Aurora füzetek)
- A magyar irodalom története 1945-1975. IV. A határon túli magyar irodalom; szerk. Béládi Miklós; Akadémiai, Bp., 1982
- Mai magyar elbeszélők; vál., szerk., jegyz. Béládi Miklós és B. Hajtó Zsófia; Móra, Bp., 1983 (Diákkönyvtár)
- Válaszutak; Szépirodalmi, Bp., 1983
- A magyar vers. Az I. Nemzetközi Hungarológiai Kongresszus előadásai. 1981. augusztus 10-14.; szerk. Béládi Miklós, Jankovics József, Nyerges Judit; Nemzetközi Magyar Filológiai Társaság, Bp., 1985
- Értékváltozások; szöveggond. B. Hajtó Zsófia; Szépirodalmi, Bp., 1986
- A magyar irodalom története 1945-1975. II/1-2. A költészet; szerk. Béládi Miklós, Akadémiai, Bp., 1986
- Béládi Miklós–Pomogáts Béla–Rónay László: A nyugati magyar irodalom 1945 után; bibliogr. B. Hajtó Zsófia; Gondolat, Bp., 1986
- Arcképvázlatok. Szubjektív válogatás a szerzőnek a Magyar Rádióban 1967-1980 között elhangzott könyvismertetéseiből; Békéscsaba, Új Aurora, 1987 (Új Aurora füzetek)
- Illyés Gyula; Kozmosz Könyvek, Bp., 1987 (Az én világom)
- Jelzés a világba. A magyar irodalmi avantgarde válogatott dokumentumai; vál., szerk. Béládi Miklós és Pomogáts Béla; Magvető, Bp., 1988
- A magyar irodalom története 1945-1975. III/1. A próza; szerk. Béládi Miklós, Rónay László; Akadémiai, Bp., 1990
- A magyar irodalom története 1945-1975. III/2. A próza és a dráma; szerk. Béládi Miklós, Rónay László; Akadémiai, Bp., 1990
- A közvetítő kritika. Válogatott tanulmányok; Széphalom, Bp., 1996 (Aranyhal)